# 구지마촌
구지마촌(玖島村)은 히로시마현 사에키군에 있던 촌이다. 현재의 하쓰카이치시에 해당한다.

## 역사
- 1889년 4월 1일 - 정촌제 시행에 의해 사에키군 간논촌이 발족하였다.
- 1955년 4월 1일 - 쓰타정, 아사하라촌, 시와촌과 합병해 사이키정이 신설하여 폐지되었다.

## 참고문헌
- 角川日本地名大辞典 34 広島県
- 『市町村名変遷辞典』東京堂出版、1990年。